# Jemina Pearl
Jemina Pearl Abegg (Nashville, 20 giugno 1987) è una cantautrice e musicista statunitense, cofondatrice del gruppo musicale garage punk Be Your Own Pet, attivo dal 2004 al 2008.

## Biografia
Figlia del chitarrista rock Jimmy Abegg, Jemina entra nel mondo della musica con i Be Your Own Pet, fondati nel 2004 con gli amici Nathan Vasquez, Jonas Stein e Jamin Orrall (rimpiazzato nel 2006 da John Eatherly). Il gruppo pubblica due album in studio, per poi sciogliersi nel 2008. Nello stesso periodo, collabora con il chitarrista degli Sonic Youth Thurston Moore per la realizzazione di una cover di Sheena Is a Punk Rocker dei Ramones, utilizzato in un episodio della serie televisiva Gossip Girl.
Jemina e John Eatherly, restati in contatto anche dopo la fine dei Be Your Own Pet, reclutati il chitarrista Max Peebles, il bassista Ben Pearson e il batterista Erik Ratensperger, all'inizio del 2009 lanciano una serie di concerti nel Regno Unito. Successivamente, con la produzione di John Agnello e il supporto di Eatherly sia come polistrumentista che come compositore, Jemina Pearl pubblica il suo primo album da solista, Break It Up, il 6 ottobre 2009. L'album viene anticipato dal singolo I Hate People, realizzato in duetto con Iggy Pop.
Nel 2012 entra a far parte del trio garage rock Ultras S/C, con Ben Swank (batteria) e Chet Weise (chitarra e voce). Il gruppo si scioglie verso la fine del 2013, e nel settembre 2014 Jemina si sposa con Ben Swank. Nel dicembre 2021 riforma i Be Your Own Pet .

## Discografia

### Da solista
- 2009 – Break It Up

### Con i Be Your Own Pet
- 2006 – Be Your Own Pet
- 2008 – Get Awkward